# Штоккзе
Штоккзе (нем. Stocksee) — община в Германии, в земле Шлезвиг-Гольштейн. 
Входит в состав района Зегеберг. Подчиняется управлению Борнхёфед.  Население составляет 427 человек (на 31 декабря 2010 года). Занимает площадь 11,38 км².